# Elisabetta di Brunswick-Lüneburg
Elisabetta di Brunswick-Lüneburg; in tedesco Elisabeth von Braunschweig (HRR) e in olandese Elisabeth van Brunswijk (1230 – 27 maggio 1266) principessa del Brunswick-Lüneburg che fu contessa consorte d'Olanda, dal 1252 al 1256 e Regina dei romani (Regina di Germania), dal 1254 al 1256.

## Origine
Secondo il Chronicon Sancti Michaelis Luneburgensis, era la figlia terzogenita del duca di Brunswick-Lüneburg, Ottone I detto il Fanciullo e della consorte Matilde del Brandeburgo, che, ancora secondo il Chronicon Sancti Michaelis Luneburgensis, era la figlia femmina primogenita del margravio del Brandeburgo, Alberto II e della moglie, Matilde di Groitzsch.
Ottone I il Fanciullo, sempre secondo il Chronicon Sancti Michaelis Luneburgensis, era l'unico figlio del signore di Lüneburg, Guglielmo di Winchester e della sua sposa, Elena di Danimarca, figlia del re di Danimarca, Valdemaro I e discendente da Olaf II il Santo.

## Biografia
Dovendo suo padre trovare alleati per consolidare il possesso dei suoi domini ereditari, il 25 gennaio 1252, Elisabetta venne data in moglie all'Anti-re di Germania e sedicesimo (secondo gli Annales Egmundani, fu il quattordicesimo) conte d'Olanda, Guglielmo II, che, sia secondo il capitolo n° 66a della Chronologia Johannes de Beke che il paragrafo 7 della Genealogia Ducum Brabantiæ Heredum Franciæ, Guglielmo era il figlio maschio primogenito del quindicesimo (secondo gli Annales Egmundani, fu il tredicesimo) conte d'Olanda, Fiorenzo IV e di Matilde di Brabante, che, sempre secondo la Genealogia Ducum Brabantiæ Heredum Franciæ era la figlia femmina quartogenita del duca della Bassa Lorena, conte di Lovanio e primo duca di Brabante, Enrico I e di Matilde di Boulogne, che era faglia del conte di Boulogne, Matteo di Lorena, come conferma la Flandria Generosa (Continuatio Bruxellensis), che precisa che era la figlia femmina secondogenita ed era figlia della contessa di Boulogne, Maria, che secondo il cronista e monaco benedettino inglese, Matteo di Parigi, nel suo Matthæi Parisiensis, Monachi Sancti Albani, Chronica Majora, Vol. II era la figlia del re d'Inghilterra, Stefano di Blois e di Matilde di Boulogne.
Il matrimonio viene confermato dal capitolo n° 70a della Chronologia Johannes de Beke e dagli Annales Erphordenses che riportano che il matrimonio fu celebrato a Brunswick, alla presenza del legato pontificio e del nuovo vescovo di Magonza.
Questo matrimonio, peraltro suggerito dal papa Innocenzo IV, conveniva anche a Guglielmo II, che, nel 1247, era stato eletto anti-re in opposizione a Federico II) e, solo dopo la morte di Federico II (dicembre 1250), Guglielmo cominciò ad avere un seguito in Germania, grazie a dimostrazioni di benevolenza e a cessione di feudi, ma soprattutto fu col suo matrimonio che trovò appoggio tra i duchi della parte orientale della Germania.
Alla morte del re di Germania, Corrado IV, nel maggio 1254, la corona di Guglielmo venne riconosciuta senza opposizioni significative; quindi, con l'elevazione di suo marito a re di Germania, Elisabetta divenne regina consorte; ma quando ormai suo marito, Guglielmo II, stava per recarsi in Italia a ricevere la corona imperiale dal nuovo papa, Alessandro IV, mentre si apprestava a sottomettere i Frisoni che si erano ribellati, nei pressi di Hoogwoud, nei Paesi Bassi, attraversando uno specchio d'acqua ghiacciato, il suo cavallo spezzò la crosta di ghiaccio, ed egli cadde nell'acqua gelata. Fu così catturato dai Frisoni, che lo uccisero.
Il suo successore, nella contea d'Olanda (come conferma la Chronologia Johannes de Beke), fu il figlio, Fiorenzo, come Fiorenzo V, mentre, dopo la morte di Guglielmo, nel 1257, vennero eletti, in contrapposizione due re di Germania: Riccardo di Cornovaglia e Alfonso X di Castiglia.
Elisabetta secondo il capitolo n° 72i della Chronologia Johannes de Beke morì nel 1266 e fu inumata nell'abbazia di Middelburg; anche la Beka's Egmondsch Necrologium, in Oppermann, O. (1933) Fontes Egmundenses a pagina 110, riporta l'anno ed il giorno della morte di Fiorenzo ed il luogo di sepoltura (non consultata).

## Figli
Il matrimonio con Guglielmo durò solo quattro anni durante i quali Elisabetta diede alla luce due figli:
- Fiorenzo[10] (luglio 1254 - 27 giugno 1296), fu conte d'Olanda[16]
- Matilde (1256 - † in gioventù)[21], citata solo dalle Europäische Stammtafeln[22], vol II, 2 (non consultate)[19], ma da nessuna altra fonte primaria[19].

## Ascendenza
|                                  |                         |                          | Genitori                 |  |  | Nonni |  |  | Bisnonni        |  |  | Trisnonni           |  |
|                                  |                         |                          |                          |  |  |       |  |  | Enrico il Leone |  |  | Enrico X di Baviera |  |
|                                  |                         |                          |                          |  |  |       |  |  | Enrico il Leone |  |  | Enrico X di Baviera |  |
|                                  |                         | Gertrude di Sassonia     |                          |  |  |       |  |  | Enrico il Leone |  |  |                     |  |
| Guglielmo di Winchester          |                         |                          |                          |  |  |       |  |  | Enrico il Leone |  |  |                     |  |
|                                  |                         | Matilde d'Inghilterra    | Enrico II d'Inghilterra  |  |  |       |  |  |                 |  |  |                     |  |
|                                  |                         | Matilde d'Inghilterra    | Enrico II d'Inghilterra  |  |  |       |  |  |                 |  |  |                     |  |
|                                  |                         | Matilde d'Inghilterra    | Eleonora d'Aquitania     |  |  |       |  |  |                 |  |  |                     |  |
| Ottone I di Brunswick-Lüneburg   |                         | Matilde d'Inghilterra    |                          |  |  |       |  |  |                 |  |  |                     |  |
|                                  |                         | Valdemaro I di Danimarca | Canuto Lavard            |  |  |       |  |  |                 |  |  |                     |  |
|                                  |                         | Valdemaro I di Danimarca | Canuto Lavard            |  |  |       |  |  |                 |  |  |                     |  |
|                                  |                         | Valdemaro I di Danimarca | Ingeborg di Kiev         |  |  |       |  |  |                 |  |  |                     |  |
| Elena di Danimarca               |                         | Valdemaro I di Danimarca |                          |  |  |       |  |  |                 |  |  |                     |  |
|                                  |                         | Sofia di Minsk           | Volodar Glebovič di Kiev |  |  |       |  |  |                 |  |  |                     |  |
|                                  |                         | Sofia di Minsk           | Volodar Glebovič di Kiev |  |  |       |  |  |                 |  |  |                     |  |
|                                  |                         | Sofia di Minsk           | Richenza di Polonia      |  |  |       |  |  |                 |  |  |                     |  |
| Elisabetta di Brunswick-Lüneburg |                         | Sofia di Minsk           |                          |  |  |       |  |  |                 |  |  |                     |  |
|                                  | Ottone I di Brandeburgo | Alberto I di Brandeburgo |                          |  |  |       |  |  |                 |  |  |                     |  |
|                                  | Ottone I di Brandeburgo | Alberto I di Brandeburgo |                          |  |  |       |  |  |                 |  |  |                     |  |
|                                  | Ottone I di Brandeburgo | Sofia di Winzenburg      |                          |  |  |       |  |  |                 |  |  |                     |  |
| Alberto II di Brandeburgo        | Ottone I di Brandeburgo |                          |                          |  |  |       |  |  |                 |  |  |                     |  |
|                                  |                         | Giuditta di Polonia      | Boleslao III di Polonia  |  |  |       |  |  |                 |  |  |                     |  |
|                                  |                         | Giuditta di Polonia      | Boleslao III di Polonia  |  |  |       |  |  |                 |  |  |                     |  |
|                                  |                         | Giuditta di Polonia      | Salomea di Berg          |  |  |       |  |  |                 |  |  |                     |  |
| Matilda del Brandeburgo          |                         | Giuditta di Polonia      |                          |  |  |       |  |  |                 |  |  |                     |  |
|                                  |                         | Corrado II di Lusazia    | Dedi III di Lusazia      |  |  |       |  |  |                 |  |  |                     |  |
|                                  |                         | Corrado II di Lusazia    | Dedi III di Lusazia      |  |  |       |  |  |                 |  |  |                     |  |
|                                  |                         | Corrado II di Lusazia    | Matilde di Heinsberg     |  |  |       |  |  |                 |  |  |                     |  |
| Matilda di Lusazia               |                         | Corrado II di Lusazia    |                          |  |  |       |  |  |                 |  |  |                     |  |
|                                  |                         | Elzbieta di Polonia      | Miecislao III di Polonia |  |  |       |  |  |                 |  |  |                     |  |
|                                  |                         | Elzbieta di Polonia      | Miecislao III di Polonia |  |  |       |  |  |                 |  |  |                     |  |
|                                  |                         | Elzbieta di Polonia      | …                        |  |  |       |  |  |                 |  |  |                     |  |
|                                  |                         | Elzbieta di Polonia      |                          |  |  |       |  |  |                 |  |  |                     |  |

### Fonti primarie
- (LA)  Monumenta Germaniae Historica, Scriptores, tomus IX.
- (LA)  Monumenta Germaniae Historica, Scriptores, tomus XVI.
- (LA)  Monumenta Germaniae Historica, Scriptores, tomus XXIII.
- (LA)  Monumenta Germaniae Historica, Scriptores, tomus XXV.
- (LA)  Chronologia Johannes de Bek.
- (LA)  Matthæi Parisiensis, Monachi Sancti Albani, Chronica Majora (“MP”), Vol. II.

### Letteratura storiografica
- Austin Lane Poole, La Germania sotto il regno di Federico II, cap. III, vol. V (Il trionfo del papato e lo sviluppo comunale) della Storia del Mondo Medievale, 1999, pp. 94–127.
- Austin Lane Poole, L'interregno in Germania, cap. IV, vol. V (Il trionfo del papato e lo sviluppo comunale) della Storia del Mondo Medievale, 1999, pp. 128–152.
- (NL) Willem Procurator, Kroniek, Hilversum, Uitgeverij Verloren, 2001, ISBN 9789065506627.